# Antoine Beuger
Antoine Beuger (* 3. Juli 1955 in Oosterhout, Niederlande) ist ein niederländischer Komponist, Flötist und Musikverleger.

## Leben
Beuger studierte von 1973 bis 1978 Komposition bei Ton de Leeuw und Flöte bei Koos Verheul am Conservatorium van Amsterdam. Danach wirkte er als Dozent an einer Theaterschule. Im Jahr 1984 wurde er Broker einer amerikanischen Investmentbank.
Seit 1990 arbeitet er als freischaffender Komponist und gründete 1992 zusammen mit Burkard Schlothauer den Musikverlag Edition Wandelweiser, dessen Geschäftsführer er ist. Seit 1994 ist er als künstlerischer Leiter der Konzertreihe Klangraum des Kunstraumes Düsseldorf tätig. 1995 eröffnete er den Werkraum Ürdinger Straße 11 in Köln. Seit 1996 ist er Lehrbeauftragter für Philosophie an der Kunstakademie Düsseldorf.
Seine Werke wurden bei zahlreichen Rundfunkanstalten und den Donaueschinger Musiktagen aufgeführt. Beuger lebt in Haan bei Düsseldorf.

## Auszeichnungen
- ensemblia mönchengladbach (1990)
- 10. Internationales Kompositionsseminar im Künstlerhaus Boswil, Schweiz (1991)
- Forum Junger Komponisten, WDR (1992)
- 6th International Kazimierz Serocki Composers Competition, Warschau (1998)

## Werke
- schweigen, hören (1990) für Schlagzeug solo und Orchester. UA MDR-Sinfonieorchester, Gerd Schenker (Schlagzeug) (Ltg Friedrich Goldmann), 1992 Köln
- silent understanding (1991). UA Carin Levine (Flöte), 1992 Kiel
- avec ferveur (1992). UA Neue Vocalsolisten Stuttgart (Ltg Manfred Scheier), 1993 Stuttgart
- "bien fait, mal fait, pas fait" (robert filliou) (1993). UA Kammerensemble Neue Musik Berlin (Ltg Roland Kluttig), 1996 Berlin
- die stille, die zeichen (1993) für Oboe, Fagott, Bratsche und Gitarre. UA Ensemble Sortisatio, 1993 Halle
- etwas (1995). Lied für Mezzosopran und Klavier. UA Patricia van Oosten (Mezzosopran), Herbert Henck (Klavier), 1995 Donaueschingen
- fourth music for marcia hafif (3) (1997) für Orchester. UA SWR Sinfonieorchester Baden-Baden und Freiburg (Ltg Olaf Henzold), 1997 Donaueschingen
- fourth music for marcia hafif (4) (1998) für Akkordeon solo und Orchester. UA Polnisches Radio-Sinfonieorchester Warschau, Klaudiusz Baran (Akkordeon) (Ltg Zsolt Hàmar), 1998 Warschau
- Klanken Dwalen (2008) für Sopran solo. Text: Jan Hanlo. UA Irene Kurka (Sopran)
- two for Erwin-Josef Speckmann (2009). UA Irene Kurka (Sopran), Jürg Frey (Klarinette), Kunstraum, 2009 Düsseldorf
- Vater unser (2011) für Stimme. UA Irene Kurka (Sopran)
- un lieu pour faire sonner l’éternité (2014) für Stimme. UA Irene Kurka (Sopran)

## Diskographie
- für kurze zeit geboren
- die geschichte des sandkorns
- unwritten page
- dialogues (silences)
- calme étendue (spinoza)
- calme étendue (oboe)